# George Dorsett
George Dorsett (ur. 9 sierpnia 1881, zm. 15 kwietnia 1943) – angielski piłkarz, który występował na pozycji skrzydłowego.
Zawodową karierę rozpoczął w West Bromwich Albion, dla którego zaliczył 100 występów. W grudniu 1904 przeszedł do Manchesteru City za 450 funtów, co było wówczas najwyższą sumą zapłaconą za skrzydłowego. W październiku 1905 wystąpił w składzie Football League na mecz z Irish League. W sumie, biorąc pod uwagę rozgrywki ligowe i pucharowe, wystąpił w City w 211 meczach i zdobył 65 bramek. Z powodu kontuzji, karierę piłkarską zakończył w 1912 roku.